# Rogaje
Rogaje (nemško Oberschütt) je naselje Statutarnega mesta Beljak na Koroškem v Avstriji.